# Tenascin-R
Tenascin-R‏ (Tenascin R) هوَ بروتين يُشَفر بواسطة جين Tenascin-R في الإنسان.